# Aryon Rodrigues
Aryon Dall'Igna Rodrigues (Curitiba, 4 de julho de 1925 – Brasília, 24 de abril de 2014) foi um linguista brasileiro, considerado um dos mais renomados pesquisadores de línguas indígenas brasileiras, tanto no Brasil como no exterior.
Rodrigues foi um dos primeiros linguistas brasileiros a se dedicar de forma sistemática e aprofundada ao estudo das línguas indígenas, abrindo caminho para futuras pesquisas nessa área. Uma de suas maiores contribuições foi a proposta de uma classificação das línguas indígenas brasileiras. Ele propôs a hipótese de um relacionamento genético entre três dos maiores agrupamentos linguísticos do continente: a família caribe e os troncos macro-jê e tupi.

## Carreira
Primeiro brasileiro a obter o título de Doutor em Linguística (Universidade de Hamburgo, Alemanha, 1959), Aryon Rodrigues foi convidado por Darcy Ribeiro para organizar a primeira pós-graduação em Linguística no Brasil, na recém-criada Universidade de Brasília (UnB). Aryon desligou-se da UnB após o Golpe de 1964, em solidariedade aos colegas demitidos e perseguidos pelos militares, passando a atuar na UFRJ e, posteriormente, na UNICAMP.
Ao longo de sua carreira, que se estendeu por praticamente sete décadas, se dedicou à análise e documentação de várias línguas, como o xetá e o tupinambá, da família tupi-guarani (tronco tupi), e o quipeá, da família cariri (tronco macro-jê), além da formação de dezenas de novos linguistas, por meio da orientação de teses e dissertações em universidades como a Unicamp e a Universidade de Brasília (UnB), onde atuou até falecer. Além de trabalhos de linguística descritiva e teórica, Rodrigues dedicou-se ao estudo histórico-comparativo das línguas indígenas do continente, particularmente no que diz respeito às línguas tupis. É de sua autoria uma das principais hipóteses de relacionamento genético de longo alcance nas terras baixas da América do Sul, envolvendo os troncos tupi e macro-jê e a família caribe.
Aryon Rodrigues publicou mais de 150 trabalhos científicos, entre artigos, capítulos de livros e livros. Criou e dirigiu o Laboratório de Línguas e Literaturas Indígenas (LALLI) na UnB e, junto com Ana Suelly Câmara Cabral, fundou a Revista Brasileira de Linguística Antropológica. Em janeiro de 2013, participou da criação do Instituto Aryon Dall'Igna Rodrigues (IADR), que passou a ser a instituição responsável pelo acervo documental e bibliográfico reunido pelo pesquisador ao longo de sua carreira acadêmica.
Aryon foi responsável por resolver a polêmica sobre a etimologia do nome da cidade de Curitiba, capital do Paraná, Brasil.

## Vida pessoal
Em 2012, Rodrigues era divorciado e pai de três filhos, o mais velho sendo Marcelo Bruno Rodrigues, seguido de Berenice Helena Rodrigues e do caçula Tiago Renato Rodrigues. Morreu em 24 de abril de 2014 após ser internado para uma cirurgia de desobstrução intestinal, tendo antes sofrido uma parada cardíaca e, na unidade de terapia intensiva, diagnosticada falência múltipla dos órgãos. Seu velório ocorreu no cemitério Campo da Boa Esperança no dia seguinte, e no dia 26 o corpo de Rodrigues foi cremado no cemitério Jardim Metropolitano, em Valparaíso de Goiás.
Em 5 de agosto de 2016, houve homenagem póstuma a Rodrigues na Universidade de Brasília. Tocadores de flauta do Xingu e a Orquestra Brasília Sinfônica se apresentaram, com músicas de Villa-Lobos e Carlos Gomes no repertório. Dentre os convidados incluíram-se a antropóloga Betty Mindlin e o linguista Terrence Kaufman. Houve homenagens em tupi.